# NGC 5911
NGC 5911 é uma galáxia espiral (S0-a) localizada na direcção da constelação de Serpens. Possui uma declinação de +03° 31' 08" e uma ascensão recta de 15 horas, 20 minutos e 18,1 segundos.
A galáxia NGC 5911 foi descoberta em 5 de Junho de 1880 por Édouard Jean-Marie Stephan.